# A.L.S.R.V. Asopos de Vliet
De Algemene Leidse Studenten Roeivereniging Asopos de Vliet is een studentenroeivereniging uit de Nederlandse gemeente Leiderdorp. Asopos de Vliet is ontstaan uit een fusie van de herenroeivereniging Asopos en de damesroeivereniging De Vliet.
Asopos de Vliet telt tegenwoordig ongeveer 800 leden. Aan het eind van de Leidse introductieweek van 2021 had de vereniging 275 nieuwe inschrijvingen.

## Asopos

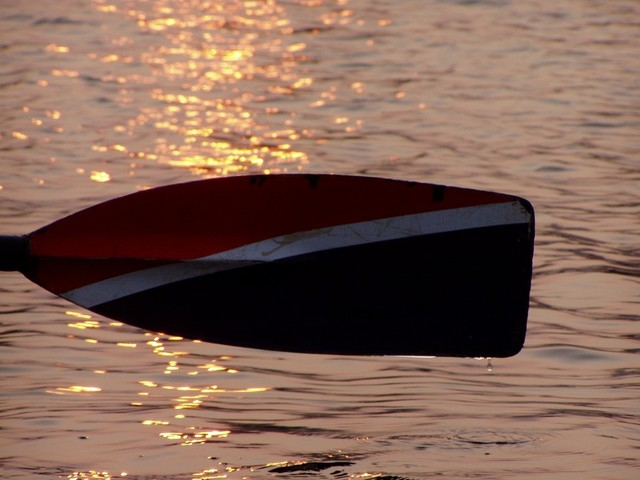
Het blad. Een Paars en Rood vlak, doorsneden door een schuine witte baan

In het begin van de jaren zestig besluit een aantal leden van KSRV Njord om hun lidmaatschap van het Leidsch Studenten Corps op te zeggen, omdat de sfeer hen daar niet meer bevalt. Ze willen als niet-corpslid blijven roeien op Njord. Echter de oudledenvereniging denkt hier anders over en de studenten wijken uit naar de burgervereniging Die Leythe. Daar vormen zij met enkele ex-leden van Dudok van Heel en een aantal vrienden 2 ploegen.
Maar ook op die Leythe voelt men zich niet echt thuis, daarom wordt besloten een nieuwe roeivereniging op te richten. Na de voordelen en nadelen van een eigen vereniging te hebben bekeken, wordt besloten tot de oprichting van de ASRV.
Op 19 juni 1963 is de oprichting een feit, als de statuten per Koninklijk Besluit worden goedgekeurd. Vanaf dan bestaat de A.L.S.R.V. Asopos met oprichtingsdatum 1 oktober 1962. Voor de naam Asopos is gekozen, omdat deze riviergod beschikt over 27 dochters, wat bij het kiezen van namen voor de vloot altijd van pas komt.
Nu de vereniging officieel is, moet er worden gezocht naar een eigen onderkomen, dit wordt eerst gevonden op het terrein van de Koninklijke Grofsmederij op het Waardeiland. De boten kunnen worden opgeslagen in oude steenfabriek de Canton. Datzelfde jaar wordt Asopos ook lid van de NRB, om mee te kunnen doen met wedstrijden.
Gestaag groeit de vereniging in de komende jaren en in 1965 wordt door de lichte vier het eerste blik voor de vereniging binnengehaald (Jan Droogh, Ben Ponsioen, Ingolf den Ouden, Roel Dijkstra, stuurman Cees Jongeneel en coach Dick Oudshoorn. Boot: Thebe)

## De Vliet

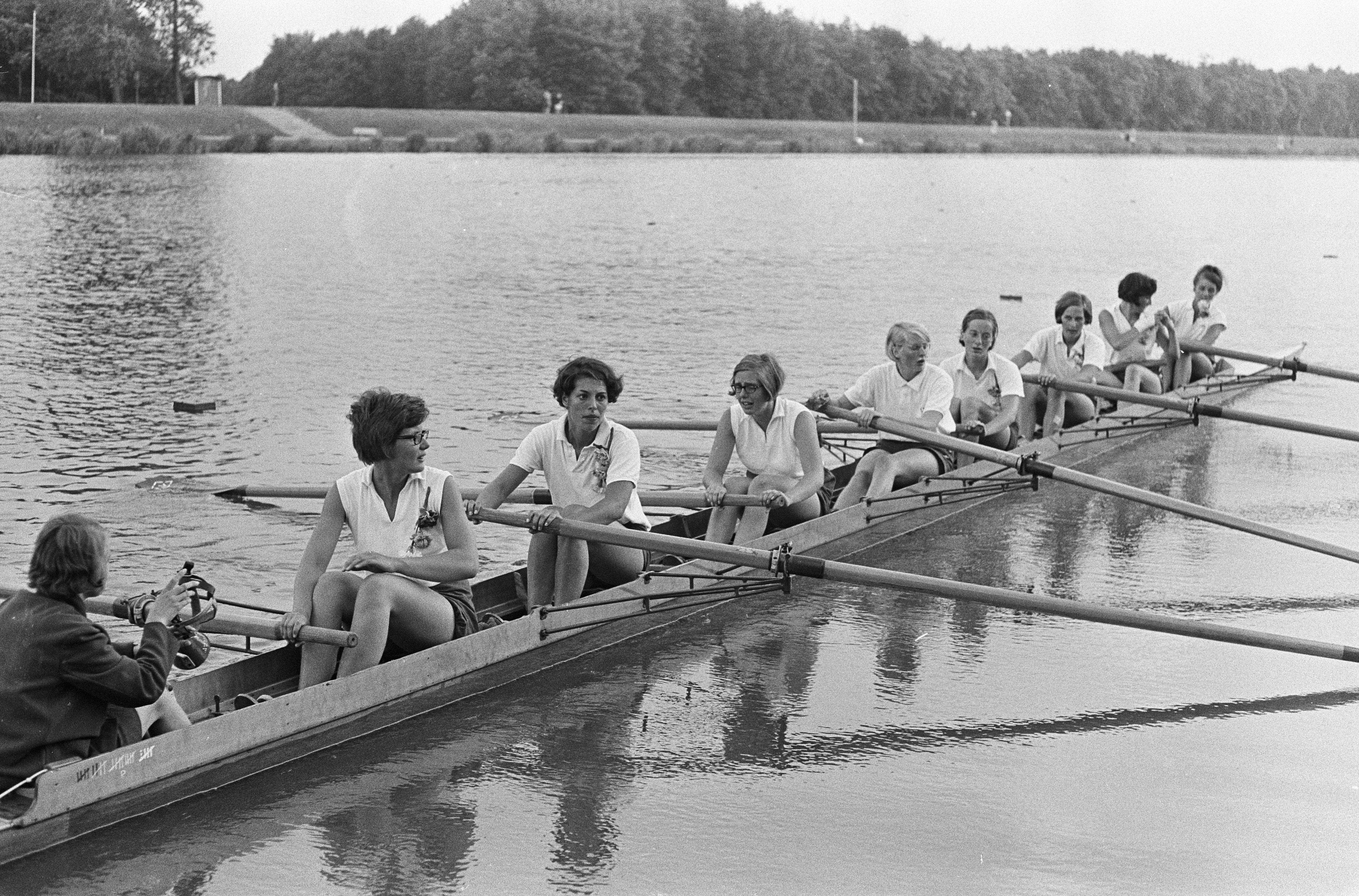
Acht met stuurvrouw van De Vliet wint op de Bosbaan (1967)

In 1905 werd de Leidse Vrouwelijke Studenten Roei Vereniging De Vliet opgericht, een subvereniging van de Vereniging van Vrouwelijke Studenten in Leiden. De Vliet vestigde zich aan de Haarlemmertrekvaart en had alleen een paar wherry’s. Verder materiaal werd bij Njord geleend. De eerste tijd werd er alleen aan fuifroeien gedaan. Dit vond heel stijlvol plaats, in rok of rokbroek, hetgeen de dames niet erg beviel, want elk jaar was er een nieuw model. De Vliet ging er voor wedijveren om in navolging van de heren ook hard te mogen roeien. Dit stuitte op veel tegenstand. Het zou een afschuwelijk en ontsierend gezicht worden als er gesleurd ging worden; de Vlietmeisjes zouden een soort 'manwijven' worden. Bovendien werd door medici beweerd dat het raceroeien zo’n funeste invloed op het vrouwelijke lichaam kon hebben, dat de mogelijkheid bestond dat deze meisjes nooit kinderen zouden kunnen krijgen. Maar zoals vaker toonde De Vliet een eigen willetje en werd er ondanks deze argumenten doorgezet, totdat aan de wensen werd toegegeven. Het dameswedstrijdroeien was een feit geworden.

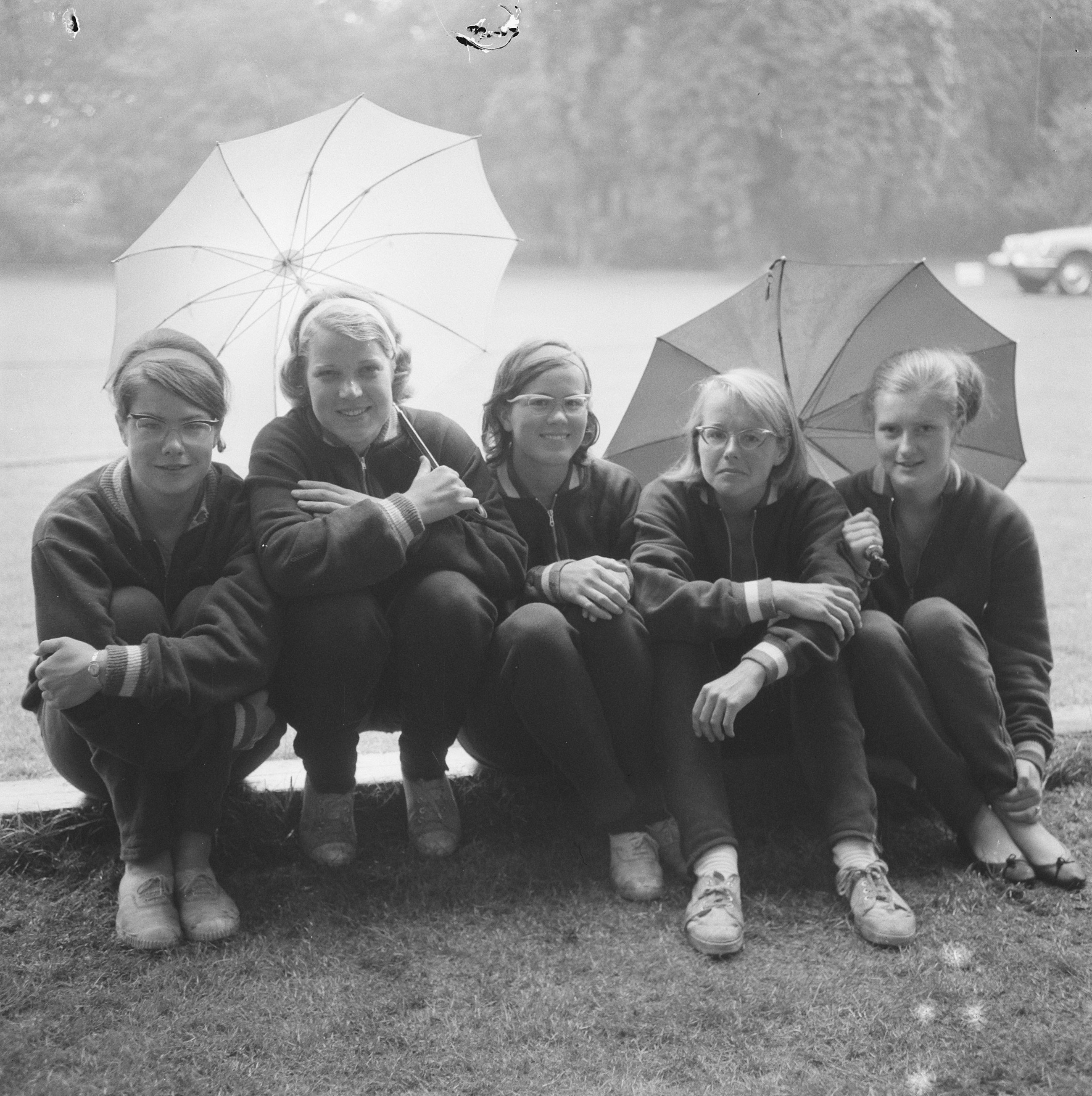
Vier met stuurvrouw van De Vliet op het EK in Duisburg (1965)

Na de oorlog was het pleit helemaal gewonnen en in de jaren die daarop volgden, vooral na 1952, werden een aantal Vlietploegen door de Roeibond naar het buitenland afgevaardigd, waar zij veel succes en blikken behaalden. Ondertussen was in 1937 het nieuwe gebouw '’t Hok' (Thok) aan de Trekvliet in gebruik genomen. Na de oorlogsjaren moest de vloot weer opnieuw opgebouwd worden, waar men goed in slaagde, getuige de Vlietprestaties in die jaren. Het was toen een goede tijd voor De Vliet. Omdat het een damesroeivereniging was, kon alle aandacht naar de dames gaan, terwijl dat bij de gemengde verenigingen heel wat moeilijker lag. Het gevolg was dat er steeds Vlietploegen naar Europese Kampioenschappen e.d. werden uitgezonden, waar zij zelfs goud wisten te winnen nadat ze al 20 meter voor de finish hadden laten lopen!
De komst van 'IJzeren Gordijn' ploegen betekende echter het einde van de roeisuccessen. Maar toch was De Vliet ook in de jaren zestig een vereniging waarmee men rekening moest houden. Zo waren er van 1965 tot 1971 nog steeds een of twee Vlietploegen op de Europese Kampioenschappen aanwezig.

### Beatrix en De Vliet
Gedurende haar studententijd in Leiden (1956 - 1961) was prinses Beatrix lid van De Vliet. Naar men zegt was zij als voormalig lid van de VVSL sterk gekant tegen de fusie van De Vliet met Asopos. Zij zag de dames liever samen gaan met Njord als subvereniging van het LSC, welke daarvoor al met de VVSL samen gegaan was.

## Huisvesting

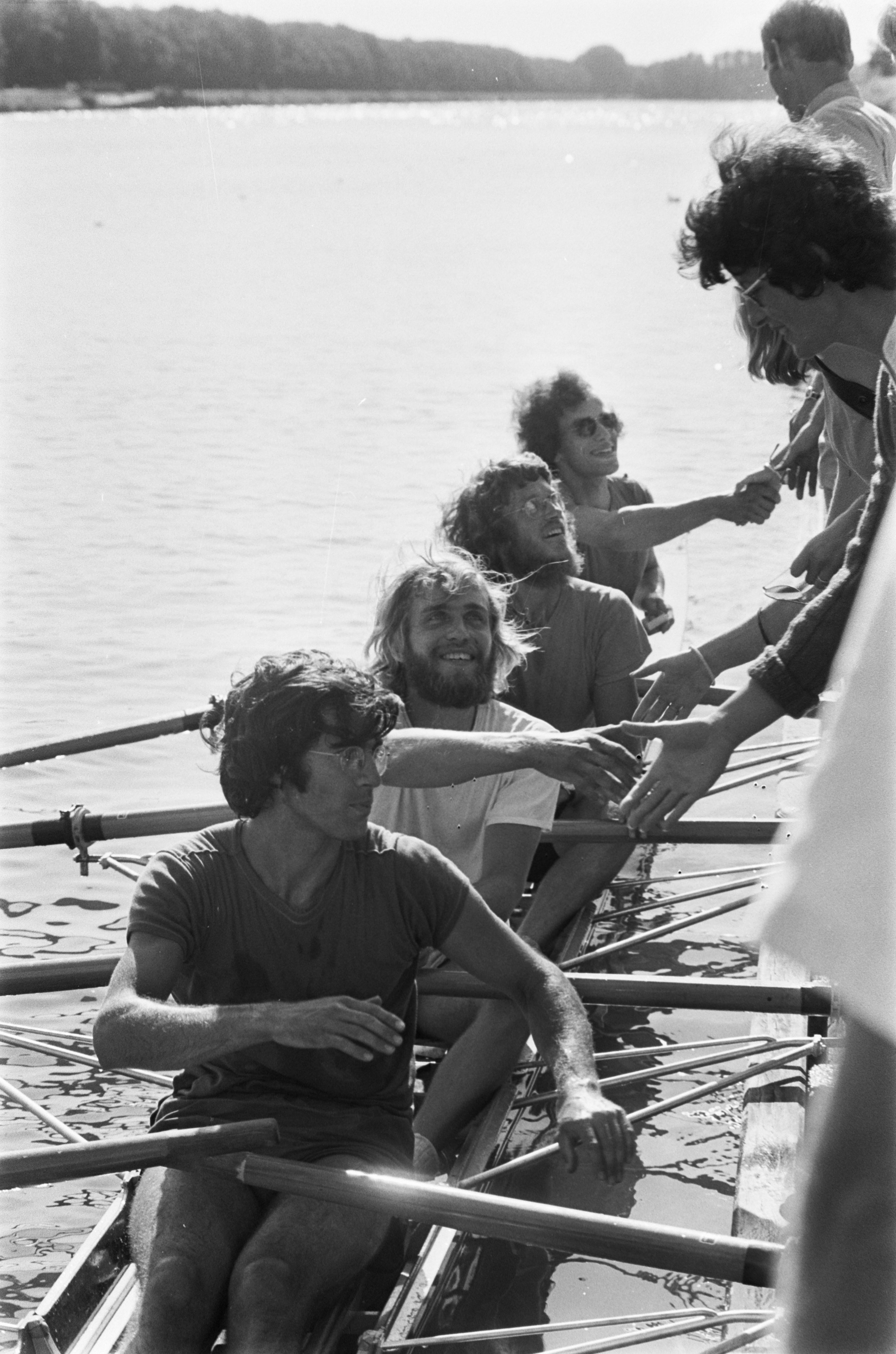
Vier van Asopos de Vliet wint op de Bosbaan (1975)

In 1963 kon Asopos nog terecht in de oude steenfabriek Canton op het Waardeiland. Echter dit was een tijdelijke oplossing en er moest snel een eigen gebouw gerealiseerd worden. Gelukkig lukte het de middelen te vinden om in Leiderdorp aan de Dwarswetering een eigen onderkomen te bouwen. Op 20 juni 1968 wordt het gebouw door ZKH Prins Claus geopend.
In de zomer van 1969 wordt het duidelijk dat de damesvereniging De Vliet snel zal moeten verhuizen vanwege de beoogde demping van de Trekvliet. Uiteindelijk wordt besloten naast Asopos een loods in gebruik te nemen. De huisvesting in elkaars nabijheid zou uiteindelijk uitlopen op een fusie tussen de beide verenigingen en op 18 mei 1974 wordt de A.L.S.R.V. Asopos de Vliet een feit. Later datzelfde jaar wordt ook het nieuwe verenigingsgebouw opgeleverd dat vervolgens op 23 november door prinses Beatrix wordt geopend. In 1991 vindt nog een uitbreiding van het gebouw plaats en wordt ook van de laatst overgebleven houten loodsen afscheid genomen. 

### Nieuwbouw
Het huidige onderkomen, het Leids Universitair Watersportcentrum, is in samenwerking met de Universiteit Leiden, de Leidse studentenhuisvester SLS, de andere studentenwatersportverenigingen en een projectontwikkelaar gerealiseerd. Voor ALSZV De Blauwe Schuit (Zeilen), de Leidse Studenten Duikvereniging, A.L.S.K.V. Levitas (Kanovaren) en Asopos de Vliet zijn nieuwe sociëteiten en loodsen gekomen met daarbovenop 89 studentenkamers, beschikbaar voor leden van deze verenigingen. 
Asopos de Vliet heeft daarnaast voor de sociëteit, bestuurskamer, kleedkamers en keuken een losstaand verenigingsgebouw laten bouwen. BSP architecten is bij het ontwerpen van deze sociëteit uitgegaan van de vorm van een omgekeerde boot. Hierdoor heeft het markante gebouw een langwerpige vorm die aan beide uiteinden in een punt uitloopt. Het 'schip' is op 24 mei 2008 gedoopt door astronaut en roeiambassadeur Wubbo Ockels. De naam 'Victoria Regia' prijkt groot op de kielbalk. De sociëteit draagt deze naam als verwijzing naar een van de boten die tijdens de Tweede Wereldoorlog te Nieuwkoop verstopt is geweest voor de Duitsers. Samen met een krachttrainingsruimte, ergometerruimte, indoor roeibak en ruime algemene voorzieningen beschikt de A.L.S.R.V. Asopos de Vliet hiermee over de meest moderne roeivoorziening van Nederland.